# Merries van Diomedes
De merries van Diomedes waren (mensen)vleesetende paarden. Diomedes, een vorst in Thracië, voedde zijn paarden met zijn gasten. Zo had hij een vriend van Herakles, Abderos, al aan zijn merries gevoerd. Herakles moest, als een van zijn twaalf werken, de merries van Diomedes halen. Herakles gooide Diomedes als voer voor diens eigen paarden, temde de paarden en bracht ze naar Mycene. De paarden worden doorgaans als merries beschouwd, maar volgens Hyginus hadden ze de volgende mannelijke namen: Podargus, Lampon, Xanthus en Dinus.
Nemeïsche leeuw · 
Hydra van Lerna · 
Hinde van Keryneia · 
Erymanthisch zwijn · 
Stallen van Augias · 
Stymphalische vogels · 
Stier van Kreta · 
Vleesetende paarden van Diomedes · 
Gordel van Hippolyte · 
Kudde van Geryones · 
Gouden appels van de Hesperiden · 
Kerberos